# A Quick One While He's Away
"A Quick One While He's Away" is een medley uit 1966 van de Britse rockband The Who. Het nummer werd geschreven door songwriter-gitarist Pete Townshend en opgenomen door The Who, voor hun tweede album A Quick One. Het nummer staat ook op het album "BBC Sessions". Vóór het optreden van The Who op het befaamde "Live at Leeds"-album, noemt Townshend het negen minuten durende epische nummer een miniopera die Tommy's ouders introduceren. Het nummer vertelt het verhaal van een niet genoemd meisje dat al voor bijna een jaar ("nigh on a year") door haar man achtergelaten is. Haar vrienden vertellen haar dat ze een remedie hiervoor hebben: namelijk in de vorm van Ivor The Engine Driver (de Britse term voor een machinist - gespeeld door bassist John Entwistle). Wanneer daarna de minnaar terugkomt, geeft ze haar ontrouw toe en wordt uiteindelijk vergeven.
Dit nummer is het eerste uitstapje van The Who in het (relatief) nieuwe genre van de rockopera, hoewel het nummer "I'm a Boy" al Townshends eerste duik in dat genre was. Naar wat later blijkt is dit een voorbode op het latere en meer ambitieuze project "Tommy", wat een kaskraker werd. Vreemd genoeg zongen Townshend en Daltrey "girl guide" in plaats van "girl". Een video-optreden van het nummer werd gemaakt tijdens The Rolling Stones' Rock and Roll Circus. Dit optreden verscheen later in de rockumentaire "The Kids Are Alright" en was later ook te horen op de gelijknamige soundtrack van de rockumentaire. Een andere versie is te horen op de 4-discset van het Monterey Pop Festival en op de film "Thirty Years of Maximum R&B Live" van The Who. Een gemixte studio- en liveversie kan gevonden worden op het - eveneens vier discs lange - verzamelalbum "Thirty Years of Maximum R&B".
Het deel in het nummer waarin de band het woord cello herhaalt, was in eerste instantie een grapje. De band wilde namelijk een strijkersorkest in het nummer, maar hun toenmalige manager/producer Kit Lambert zei dat ze het zich niet zouden kunnen veroorloven, waarop ze simpelweg het woord cello zouden herhalen op het punt waarop de cello's zouden moeten spelen. (Op dat moment, net voordat Tommy uitgegeven werd, had de band schulden van enkele tientallen duizenden ponden.)

## Trivia
- Het nummer werd gebruikt in de soundtrack van de film Rushmore.
- My Morning Jacket heeft een cover van het nummer gespeeld tijdens het Bonnaroo Music Festival in 2006.
- Green Day heeft een cover van het nummer gespeeld en opgenomen als bonustrack voor hun album 21st Century Breakdown.